# Alexanderhaven (Sankt Petersborg)
 For alternative betydninger, se Alexanderhaven. (Se også artikler, som begynder med Alexanderhaven)
Alexanderhaven (russisk: Александровский сад; tr. Aleksandrovskij sad) er en offentlig park i det centrale Sankt Petersborg i Rusland.
Parken ligger i Sankt Petersborgs historiske centrum langs med den sydlige og vestlige facade af Admiralitetet og strækker sig parallelt med Neva-floden fra Paladspladsen i øst til Isak-katedralen i vest. Den blev anlagt fra 1872 til 1874 og er opkaldt efter den daværende regerende kejser Alexander 2. af Rusland. I haven findes flere monumenter, blandt andet rytterstatuen fra 1782 af Peter den Store, der er genstand for Aleksandr Pusjkins episke digt Bronzerytteren. Parken hører til den historiske del af Sankt Petersborg, og den er sammen med det omfattende kompleks af monumenter, der ligger her optaget på UNESCO's liste over verdensarvssteder.